# Dioptrochasma specularia
Dioptrochasma specularia là một loài bướm đêm trong họ Geometridae.